# Хинтерзеер, Ханси
Ха́нси Хинтерзе́ер, или Ха́нси Хи́нтерзе́р (нем. Hansi Hinterseer), — австрийский певец в жанре шлягера, бывший спортсмен-горнолыжник. Серебряный медалист чемпионата мира по горнолыжному спорту 1974 года в гигантском слаломе, победитель 6 этапов Кубка мира, двукратный чемпион мира среди профессионалов. Участник Олимпийских игр 1976 года.
В 1993 на вечеринке по случаю дня рождения немецкого музыкального продюсера Джека Уайта гостям открылись способности Хинтерзеера как певца, и вскоре с ним подписал контракт музыкальный лейбл BMG. В 1994 году началась его карьера как певца в жанре Volkstümliche Musik.
Записав первый альбом, Ханси со своим дебютным синглом «Du hast mich heut' noch nicht geküsst» («Ты ещё не поцеловала меня сегодня») впервые выступил в фолкмузыкальной телепередаче Карла Мойка Musikantenstadl. Вскоре эта песня была включена в сборный альбом Das goldene Jahr der Volksmusik.
Первый альбом Хинтерсзра Wenn man sich lieb hat достиг 29 места в австрийских чартах. После неоднократных выступлений на телевидении он закончил свой второй альбом Träum mit mir. Популярность превысила ожидания — альбом попал в чарты в Германии и Швейцарии, а в Австрии был на 4-м месте.
В конце 2005 года Ханси Хинтерзеер впервые возглавил альбомный чарт Австрии.
В апреле 2010 года с двойным компакт-диском The Danish Collection («Датская коллекция») Ханси Хинтерзеер достиг 1-го места датского альбомного чарта, столкнув с вершины Леди Гагу и Black Eyed Peas. Его следующий альбом Ich hab Dich einfach lieb («Я просто люблю тебя») тоже был на 1 месте в Дании.
Альбом Ханси 2013 года Heut’ ist dein Tag! («Сегодня твой день!»), достиг 1 места в Австрии и Германии, в Швейцарии был на 6 месте, в Дании на 2-м, также попал в чарты в Бельгии и Нидерландах.

## Семья
Его отец Эрнст Хинтерзеер завоевал золотую медаль в слаломе на зимних Олимпийских играх 1960 года.